# Хаслох (Баварска)
Хаслох (њем. Hasloch) општина је у њемачкој савезној држави Баварска. Једно је од 40 општинских средишта округа Мајна-Шпесарт. Према процјени из 2010. у општини је живјело 1.394 становника. Посједује регионалну шифру (AGS) 9677137.

## Географски и демографски подаци
Хаслох се налази у савезној држави Баварска у округу Мајна-Шпесарт. Општина се налази на надморској висини од 140 метара. Површина општине износи 10,4 km². У самом мјесту је, према процјени из 2010. године, живјело 1.394 становника. Просјечна густина становништва износи 134 становника/km².